# Día Internacional de los Museos
El Día Internacional de los Museos es un evento coordinado por el Consejo Internacional de Museos (ICOM) que tiene lugar cada año alrededor del 18 de mayo. Este evento pone de relieve un tema diferente cada año y que está en el centro de las preocupaciones de la comunidad de los museos.
El Día Internacional de los Museos ofrece a los profesionales de los museos la oportunidad de ir al encuentro del público y sensibilizarlo sobre los desafíos que enfrentan. De hecho, el ICOM define el museo como una organización sin fines de lucro, una institución permanente al servicio de la sociedad y su desarrollo, abierta al público, que adquiere, conserva, investiga, exhibe y transmite el patrimonio material e inmaterial de la humanidad y su medio ambiente con fines educativos, de estudio y placer. Por lo tanto, el Día Internacional de los Museos sirve de plataforma para concienciar al público sobre los retos actuales de los museos en el desarrollo de la sociedad a nivel internacional. Además de las actividades del Consejo Internacional de Museos, el Fondo de Dotación del Consejo Internacional de los Museos (ICOM Fondo) también respalda el Día Internacional de los Museos.

## Historia
Desde su creación en 1977, el Día Internacional de los Museos ha ganado cada vez más popularidad. En 2009, 20 000 museos de más de 90 países participaron en el DIM organizando eventos. En 2010 participaron 98 países, 100 en 2011 y en 2012, 129 países con 32 000 museos. En 2011, el cartel oficial del DIM fue traducido en 37 idiomas. Desde 2012, esta cifra se elevó a 38.

### Ediciones pasadas
- 1992: Museos y ambiente natural
- 1993: Museos y Pueblos Indígenas
- 1994: El museo: entre bastidores
- 1995: Respuesta y responsabilidad
- 1996: Coleccionando para el día de mañana
- 1997: La lucha contra el tráfico ilícito del patrimonio cultural
- 1998: La lucha contra el tráfico ilícito del patrimonio cultural
- 1999: El placer de descubrir
- 2000: Museos por una Vida de Paz y Armonía en la Sociedad
- 2001: Museos: Construyendo comunidades
- 2002: Los museos y la mundialización
- 2003: Los Museos y los Amigos
- 2004: Museos y patrimonio inmaterial
- 2005: Los museos, puentes entre las culturas
- 2006: Los Museos y los Jóvenes
- 2007: Museos y Patrimonio Universal
- 2008: Museos: agentes del cambio social y desarrollo
- 2009: Museos y turismo
- 2010: Museos y armonía social
- 2011: Museos y Memoria[2]
- 2012: Museos en un mundo cambiante. Nuevos retos, nuevas inspiraciones[3]
- 2013: Museos (memoria + creatividad = progreso social)[4]
- 2014: Los vínculos creados por las colecciones de los museos[5]
- 2015: Los museos para una sociedad sostenible[6]
- 2016: Museos y Paisajes Culturales[7]
- 2017: Museos e historias controvertidas: decir lo indecible en museos[8]
- 2018: Museos hiperconectados: enfoques nuevos, públicos nuevos[9]
- 2019: Los museos como ejes culturales: el futuro de la tradición[10]
- 2020: Museos por la igualdad: diversidad e inclusión[11]
- 2021: El futuro de los museos: recuperar y reimaginar[12]
- 2022: El poder de los museos[13]
- 2023: Museos, sostenibilidad y bienestar[14]
- 2024: Museos por la educación y la investigación[15][16]

## Acerca del ICOM
El Consejo Internacional de Museos (ICOM) es la principal organización de museos y profesionales de museos de alcance global. Está comprometida con la promoción y la protección del patrimonio natural y cultural, presente y futuro, material e inmaterial.
El compromiso del ICOM con la cultura y la promoción del conocimiento se ve reforzado por sus 31 Comités Internacionales, cada uno dedicado a una disciplina específica y que conducen a una profunda investigación en sus respectivos campos en beneficio de la comunidad museística. La organización también está involucrada en la lucha contra el tráfico ilícito, en la protección de los museos en situaciones de emergencia así como en diversas misiones de servicio público internacional.
El ICOM creó el Día Internacional de los Museos en 1977, elige el tema y coordina el evento cada año.

## Día Internacional de los Museos a lo largo del tiempo

### Día Internacional de los Museos 2014

#### Tema
El tema propuesto para el año es Los vínculos creados por las colecciones de los museos.
Este tema recuerda que los museos son instituciones vivas que permiten crear enlaces entre los visitantes, las generaciones y las culturas del mundo.
Este tema también hace hincapié en las colaboraciones que existen entre los museos del mundo entero y su importancia para los intercambios culturales y el conocimiento de las culturas del mundo.

#### Actividades durante el DIM 2014
En muchos países, el Día Internacional de los Museos ofrece la oportunidad de celebrar los museos y sus actividades. Por ejemplo
En Itu, Brasil, el Museo de la Energía organizó un evento titulado Arte no Beco (Arte en el callejón) que consistió en llevar el museo a la calle para sensibilizar a la gente sobre la importancia de los museos y la conservación del patrimonio.
Los Museos de Sharjah, en los Emiratos Árabes Unidos, organizaron un proyecto en Instagram llamado #heartifact, en el que se invitaba al público a fotografiar aquellos objetos que tuvieran algún significado para ellos y a publicar las imágenes junto con una breve descripción. Después el museo creó un colaje de imágenes que compartió con el público el Día Internacional de los Museos.

### Día Internacional de los Museos 2013

#### Tema
En 2013, la comunidad museística organizó el Día Internacional de los Museos alrededor del tema: Museos (memoria + creatividad= progreso social).

#### Actividades durante el DIM 2013
En muchos países, el Día Internacional de los Museos ofrece la oportunidad de celebrar los museos y sus actividades. Por ejemplo,
El Museo Nacional de Lagos, en Nigeria, expuso objetos que normalmente están guardados en los almacenes del museo.
El Museo de la Moneda del Banco de Canadá, en Ottawa, organizó encuentros entre conservadores y visitantes coleccionistas (de sellos, chapas, cómics, etc.) para compartir su pasión.
El Museo de sitio del Santuario de Pachacamac, en el Perú, organizó un proyecto interactivo al aire libre titulado “Dibujando a Pachacamac en el Templo Pintado” para recordar a los visitantes las pinturas que en otro tiempo decoraron ese monumento.
El Museo de Ciencias Naturales de Pakistán, en Islamabad, organizó dos concursos, uno premió la mejor fotografía y el otro el mejor dibujo sobre naturaleza.

#### Socios del DIM 2013
La Noche Europea de los Museos:
Desde 2011, el ICOM patrocina la Noche Europea de los Museos, que tiene lugar cada año el sábado más cercano al Día Internacional de los Museos. En 2013, ambos eventos coincidirán ya que la Noche Europea de los Museos tendrá lugar al mismo tiempo que el Día Internacional de los Museos, el sábado 18 de mayo.
ART HOPPING:
La Colección Roland proporciona películas de arte a los museos que participan al DIM. Del 12 al 31 de mayo, el ICOM se asocia con la Colección Roland para el proyecto ART HOPPING, que ofrece a los museos ampliar de manera notable su programa de actividades para el DIM permitiendo a los visitantes acceder gratuitamente a una gran colección de películas sobre arte.
ART HOPPING transporta al espectador a un paisaje cinematográfico que se extiende de la cultura Maya a Dalí, de Miguel Ángel a Picasso, y muchos más. En conjunto, un total de 12 horas de contenidos cautivadores por parte de 19 directores con comentarios en inglés. Además, se ofrecen cinco horas extra de once directores, en este caso sin comentarios y que abarca de Rembrandt a Vasarely y de Turner a Steinberg. Estas obras están adaptadas a un público no anglófono y a discapacitados auditivos.
La UNESCO con su programa Memoria del Mundo:
Con la ocasión del Día Internacional de los Museos, el ICOM se asocia con el Programa Memoria del Mundo de la UNESCO, que celebra su 20° aniversario en 2012. El ICOM y la UNESCO regalarán un ejemplar del libro Memoria del Mundo a los 12 museos africanos más rápidos en enviar sus programas de actividades.
El ICOM y el Programa Memoria del Mundo, dedicado a la preservación del patrimonio documental mundial, tienen como objetivo común la preservación del patrimonio en beneficio de la sociedad y comparten la convicción de que la digitalización de documentos importantes puede facilitar el acceso a su contenido.

### Día Internacional de los Museos 2012
El domingo se celebra el día internacional de los museos. ¿Qué, a poco no sabías? Pues sí, además de nuestras bellas progenitoras y a la distinguida clase de docentes, estos espacios tienen su celebracióncada 18 de mayo desde 1977, cuando la UNESCO promulgó la fecha.
Alrededor de 32 000 museos de 129 países en todos los continentes participaron en el DIM 2012.

#### Tema
El Día Internacional de los Museos 2012 se celebró en torno al tema Museos en un mundo cambiante. Nuevos retos, nuevas inspiraciones. Frente a un mundo que cambia más que nunca, los museos estimaron importante explorar estos temas organizando diversos eventos y actividades. Las nuevas tecnologías, las ideas nuevas, la inestababilidad climática y los medios sociales son en efecto temas en donde los museos y las poblaciones deben hacerse oír.
Los museos abordaron cinco temáticas relacionadas con el tema principal:
- El papel de los museos en el seno de una "nueva" sociedad. Los museos desempeñan un papel clave en el desarrollo mediante la educación, son testigos del pasado y guardianes de los tesoros de la humanidad para las generaciones futuras.
- Por un desarrollo sostenible. Los museos obran cada vez más para reducir su impacto sobre el medio ambiente. Son defensores del desarrollo sostenible y un verdadero laboratorio en materia de prácticas ejemplares.
- Sacar lecciones del pasado para construir el futuro. Los museos favorecen la transmisión del patrimonio a las generaciones futuras y crean un vínculo continuo con el pasado gracias a mensajes con resonancia universal.
- La era de los nuevos medios de comunicación. Los museos han sabido aprovechar rápidamente las oportunidades de comunicación que ofrecen los nuevos medios y demuestran una fuerte capacidad para reaccionar al respecto.
- Adaptarse innovándose. Para responder a los cambios sociales y adaptarse a las expectativas de sus visitantes, los museos innovan.

#### El 35.º aniversario del Día Internacional de los Museos
Para celebrar el 35.º aniversario del Día Internacional de los Museos, el ICOM patrocinó un concurso de fotografía titulado Mi museo y yo. Los participantes debían tomarse en foto, solos o con sus amigos, dentro o fuera de sus museos favoritos con el logotipo oficial creado para el evento. Los ganadores del concurso Mi museo y yo fueron Yonit y Efrat, de Israel, cuya foto fue tomada delante del Museo de Arte de Tel Aviv.

#### Actividades durante el DIM 2012
En muchos países, el Día Internacional de los Museos ofrece la oportunidad de celebrar los museos y sus actividades. Por ejemplo, cada año, el mes de mayo es el Mes de los Museos en Guatemala, organizado por el Ministerio de Cultura de Guatemala. Este año, el tema fue Museos en un mundo cambiante. Nuevos retos, nuevas inspiraciones.
En Brasil, la semana del 14 al 20 de mayo fue oportuna para organizar actividades en los museos durante varios días, y el 18 se celebró como fiesta nacional. Para la 10.ª edición de la Semana Nacional de los Museos, se organizó actividades como exposiciones, conferencias, visitas guiadas y talleres en las ciudades brasileñas. Los museos y las instituciones encargadas del patrimonio acogieron espectáculos de danza, música, y teatro, concursos de poesía y mucho más.
En Perú y Bolivia, al Día Internacional de los Museos le sigue la Larga Noche de los Museos. Los visitantes tienen el día y la noche para visitar los museos y el evento se celebra cada año en ambos países.
En Lituania, el año 2012 fue declarado Año de los Museos, en honor a la apertura del bicentenario de los primeros museos públicos del país.
El Museu do Falso (Viseu, Portugal) fue inaugurado el 18 de mayo de 2012, para el Día Internacional de los Museos. Los visitantes pudieron descubrir el singular Museo de Historia, constituido a partir de las contribuciones de artistas contemporáneos que trabajaron sobre el tema "Simulacro": ¿Qué pasaría si un acontecimiento dado no ocurre como debería?
En Costa de Marfil, el DIM 2012 se celebró en el edificio del Palacio Real de Abenguru. Las instituciones locales y el ICOM Côte d’Ivoire organizaron varios eventos: debates, concursos para los estudiantes y visitas guiadas. Cerca de 1 500 personas se unieron a las celebraciones, entre las cuales importantes figuras políticas y culturales del país.
Hans-Martin Hinz, Presidente del ICOM, lanzó el evento desde Baréin, con la visita a la exposición del Museo Nacional Tylos: viaje más allá de la vida, que relata los ritos funerarios y costumbres en la historia antigua de Baréin. Luego visitó el museo móvil Enkiru, una extensión de la exposición que se dirige específicamente a niños de 7 a 11 años. Por último, participó en un taller dedicado a los nuevos profesionales de museos organizado por el Comité nacional de Baréin, en colaboración con el ICOM Árabe. El Presidente del ICOM agradeció también personalmente a los museos de China y Argentina enviándoles un vídeo emitido durante la ceremonia de lanzamiento del Día Internacional de los Museos en ambos países.
Para celebrar el evento, Julien Anfruns, director general del ICOM, pronunció el discurso inaugural el 17 de mayo en la conferencia Museos de Ciencias y Nuevas Tecnologías, organizada por el Comité Internacional del ICOM para la Educación y Acción Cultural (CECA) en Roma, en Italia. También fue panelista y orador principal en la conferencia de la International Bar Association (Colegio de Abogados Internacional) sobre los nuevos retos jurídicos en las artes que tuvo lugar en el MAXXI (Museo de las Artes del Siglo XXI, Roma).

#### Socios del DIM 2012
La Noche Europea de los Museos: Por segunda vez, el ICOM patrocinó la Noche Europea de los Museos, un evento que toma el relevo del DIM bajo la forma de una semana de museos abiertos día y noche.
CNES: El observatorio espacial CNES se asoció al Día Internacional de los Museos para ofrecer una visión contemporánea y original sobre la práctica museística. Permitió compartir las interrogaciones planteadas por la modificación del concepto del Espacio a lo largo de los siglos con un público curioso y variado, organizando diversos eventos en los museos europeos.
Museum Together: Con motivo del Día Internacional de los Museos, el ICOM apoyó el proyecto Museum Together, una red social que tiene como objetivo fomentar la organización de reuniones en torno a los museos y el intercambio de experiencias culturales.

### Día Internacional de los Museos 2011
Unos 30 000 museos en 110 países participaron en la celebración del Día Internacional de los Museos 2011.

#### Tema
El tema de la edición 2011 fue Museo y memoria. Los objetos cuentan tu historia. En efecto, a través de los objetos que conservan, los museos colectan historias y transmiten la memoria de las comunidades en las que vivimos. Estos objetos son la expresión de nuestro patrimonio natural y cultural. Muchos de ellos son frágiles, algunos en peligro y requieren un cuidado especial para su conservación.
Se desarrolló cinco temas durante el Día Internacional de los Museos 2011:
- Cuidado y acceso a las colecciones y a los documentos,
- Historia de los museos,
- La memoria olvidada,
- El vínculo entre la memoria, la comunidad y la identidad, incluyendo la identidad de la familia,
- La contribución cultural de África al mundo.

#### Actividades especiales durante el DIM 2011
En Australia, el Museo Nacional de Deportes de Melbourne organizó un programa llamado Recordando los momentos que nos construyeron, donde los visitantes del museo tuvieron la oportunidad de conocer y hablar con leyendas del deporte.
En Chile, por primera y única vez, el Museo Nacional Aeronáutico y del Espacio de Chile, extendió su jornada de 17:30 a 21:00 horas, no volviéndose a repetir por el escaso público que supo de este evento.
En Malasia, se organizaron seminarios con ponentes internacionales, exposiciones, ferias deportivas, talleres y programas educativos en museos de todo el país.
En Sudán, el Museo de Historia Natural de Kartum creó un programa educativo para las familias y los escolares que pudieron participar a un concurso de fotografía sobre el tema Documentando nuestra Historia Natural.
En Argentina, el Museo Argentino de Ciencias Naturales Bernardino Ridavia en Caba propuso un programa titulado Musecuentos, creado especialmente para esta ocasión. Narradores contaron historias que realzaron con los objetos del museo.
En Bélgica, el Museo Real de Mariemont ofreció visitas guiadas sobre el tema Curriculum Vitae de objetos.

#### Socios del DIM 2011
La conservación y la transmisión de la memoria colectiva no concierne solo a la comunidad museística. Por esta razón el Consejo Internacional de Museos inició este año alianzas institucionales con otras organizaciones concernidas por la protección de la memoria:
- La UNESCO con su programa Memoria del Mundo.[19]
- El Consejo de Coordinación de las Asociaciones de Archivos Audiovisuales (CCAAA).
- El Consejo Internacional de Archivos (CIA).
- El Consejo Internacional de Monumentos y Sitios (ICOMOS).
- La Federación Internacional de Asociaciones de Bibliotecarios y Bibliotecas (IFLA)

### Día Internacional de los Museos 2010
En 2010, los museos de 96 países participaron en el evento que tuvo como tema Museos y armonía social.

#### Actividades especiales durante el DIM 2010
En Mongolia, el Museo del Teatro invitó a alumnos de parvulario a asistir a una representación teatral en el museo.
El Museo de Historia Cultural de Samarcanda, en Uzbekistán, organizó un espectáculo impresionante con la compañía de danza Jonona, compuesta por niños. A continuación tuvo lugar una presentación de diapositivas en música que mostraba el patrimonio histórico de la región de Samarcanda.
En Sri Lanka, el Departamento de los Museos Nacionales ha creado un programa educativo en la región norte del país con exposiciones itinerantes para los estudiantes. El propósito es de fomentar la armonía social y la paz entre los grupos étnicos que viven en el norte y en el sur del país.
El Museo Calouste Gulbenkian, en Portugal, organizó una recepción especial para los visitantes con el fin de realzar la creación de un club que reúne a 23 jóvenes de la región que presentan problemas de integración social.

### Día Internacional de los Museos 2009
En 2009, el ICOM se asoció con la FMAM (la Federación Mundial de Amigos de los Museos) con el fin de promover el evento.

### Día Internacional de los Museos 2008
20 000 museos de 90 países participaron en el DIM en 2008.
El tema Museos como agentes de cambio social y del desarrollo dio lugar al primer evento museístico virtual que se desarrolló en el mundo virtual 3D Second Life, con la contribución del Museo Tecnológico de la Innovación The Tech (San Francisco, EE. UU.).

### Día Internacional de los Museos 2007
Participaron en el evento museos de unos 70 países. Para esta edición, el mensaje que se transmitió fue Todos somos responsables del patrimonio universal.